# Johannes van der Corput

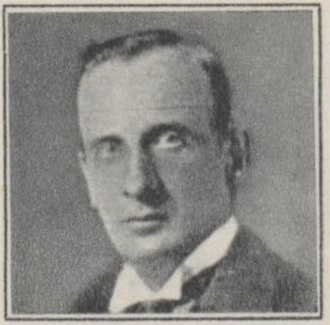
Johannes van der Corput

Johannes Gualtherus van der Corput (* 4. September 1890 in Rotterdam; † 16. September 1975 in Amsterdam) war ein niederländischer Mathematiker, der sich mit analytischer Zahlentheorie und Analysis beschäftigte.

## Leben
Johannes van der Corput studierte von 1908 bis 1914 an der Universität Leiden, unter anderem bei dem Zahlentheoretiker Jan Cornelis Kluyver. In der Zeit des Ersten Weltkriegs diente er als Offizier und war ab 1917 Lehrer in Leeuwarden und Utrecht. Gleichzeitig promovierte er in Leiden in analytischer Zahlentheorie (die Dissertation erschien 1919 in Groningen Über Gitterpunkte in der Ebene, Over roosterpunten in het platte vlak). 1920 war er bei Edmund Landau in Göttingen, von 1920 bis 1922 Assistent von Arnaud Denjoy an der Universität Utrecht, 1922 Professor an der Universität Fribourg in der Schweiz und ab 1923 Professor in Groningen. Von 1945 bis 1953 war er Professor an der Universität Amsterdam. Er war Mitbegründer des Mathematischen Centrums (heute Centrum Wiskunde & Informatica) in Amsterdam und war von 1946 bis 1953 dessen erster Direktor. Im Jahr 1953 ging er in die USA: an die University of California, Berkeley und die University of Wisconsin–Madison.
Er beschäftigte sich bis 1940 fast nur mit analytischer Zahlentheorie (unter anderem mit folgenden Themen: Verteilung von Gitterpunkten, Winogradows Methoden zur Abschätzung von Exponentialsummen, Geometrie der Zahlen, Goldbach-Vermutung, Diophantische Approximation, Ordnung des Wachstums der Riemannschen Zetafunktion), danach auch mit anderen mathematischen Problemen. Zum Beispiel veröffentlichte er einen neuen Beweis des Fundamentalsatzes der Algebra und er trug zur Popularisierung des elementaren Beweises des Primzahlsatzes von Paul Erdős und Atle Selberg bei.
1922 bewies er (Verschärfung der Abschätzung beim Teilerproblem, Mathematische Annalen, Bd. 87 1922, S. 39), dass die Anzahl der ganzzahligen Gitterpunkte N in einem Kreis mit Radius {\displaystyle {\sqrt {x}}} asymptotisch
{\displaystyle \,N(x)=\pi x+O(x^{\theta })}
für eine Konstante {\displaystyle \theta <{\frac {1}{3}}} ist. Bis dahin hielt man 1/3 für eine untere Grenze des Exponenten im asymptotischen Restterm (die untere Grenze von ¼ wurde schon 1915 von Godfrey Harold Hardy und Edmund Landau bewiesen).
Eine ähnliche Abschätzung gab er für den asymptotischen Restterm der Teileranzahlfunktion.
1929 wurde er Mitglied der Königlich Niederländischen Akademie der Wissenschaften, und er war auch Mitglied der Königlich Belgischen Akademie der Wissenschaften sowie Ehrendoktor der Universitäten von Bordeaux und Delft. 1936 hielt er einen Plenarvortrag auf dem Internationalen Mathematikerkongress in Oslo (Diophantische Approximationen).
Zu seinen Studenten zählten Jurjen Koksma, Lubbertus Nieland, Jan Popken, Cornelis Simon Meijer und Barend Meulenbeld.